# Гудуин, Ханнибал
Ханнибал Гудуин — американский священнослужитель и изобретатель.
Гудуин руководил Домом молитвы, епископальной церковью в Ньюарке, штат Нью-Джерси, с 1867 по 1887 год. Ему удалось сделать 24 изобретения без специальной научной подготовки, 15 из которых были запатентованы.
В ходе длительной серии испытаний он изобрёл гибкую фотоплёнку на основе целлулоида, заявку на патент которой он подал в Соединённых Штатах 2 мая 1887 года («фотографическая плёнка и процесс её изготовления, [...] особенно применительно к роликовым камерам»). Гудуин в течение одиннадцати лет судился с компанией «George Eastman Company» - сегодняшней компанией Kodak, которая утверждала, что изобрела рулонную пленку в 1888 году, получила соответствующие патенты под именем Генри М. Райхенбаха и выпустила с большим успехом рулонные пленки. Гудуин получил патент США 610861 13 сентября 1898 года, за два года до своей смерти, а «Eastman Company» была оштрафована на 5 миллионов долларов (согласно другим источникам, «Ansco» впоследствии подала в суд на компанию «Eastman» за то же самое Патент был окончательно выдан 10 марта 1914 года).
Гудуин основал «Goodwin Film & Camera Co.» в 1900 году, но умер в том же году, прежде чем началось производство плёнки.
После смерти Гудуина патент был продан компании «Ansco», которая удостоила чести Гудуина на съезде Национальной ассоциации фотографии в 1909 году. «Ansco» также выпустила несколько коробочных и складных камер под своим именем до 1930-х годов.
В 1914 году друзья Гудуина по церкви и местный фотографический клуб пожертвовали табличку в публичной библиотеке со следующей надписью:
«Его эксперименты завершились в 1887 году изобретением фотоплёнки. В качестве памятника изобретателю устройства, которое оказалось настолько мощным для обучения и развлечения человечества, установлена эта табличка».
Ледник Гудуин в Антарктиде получил своё название в 1960 году.